# Isotoma hypocrateriformis
Isotoma hypocrateriformis är en klockväxtart som först beskrevs av Robert Brown, och fick sitt nu gällande namn av George Claridge Druce. Isotoma hypocrateriformis ingår i släktet Isotoma och familjen klockväxter. Inga underarter finns listade i Catalogue of Life.

## Bildgalleri

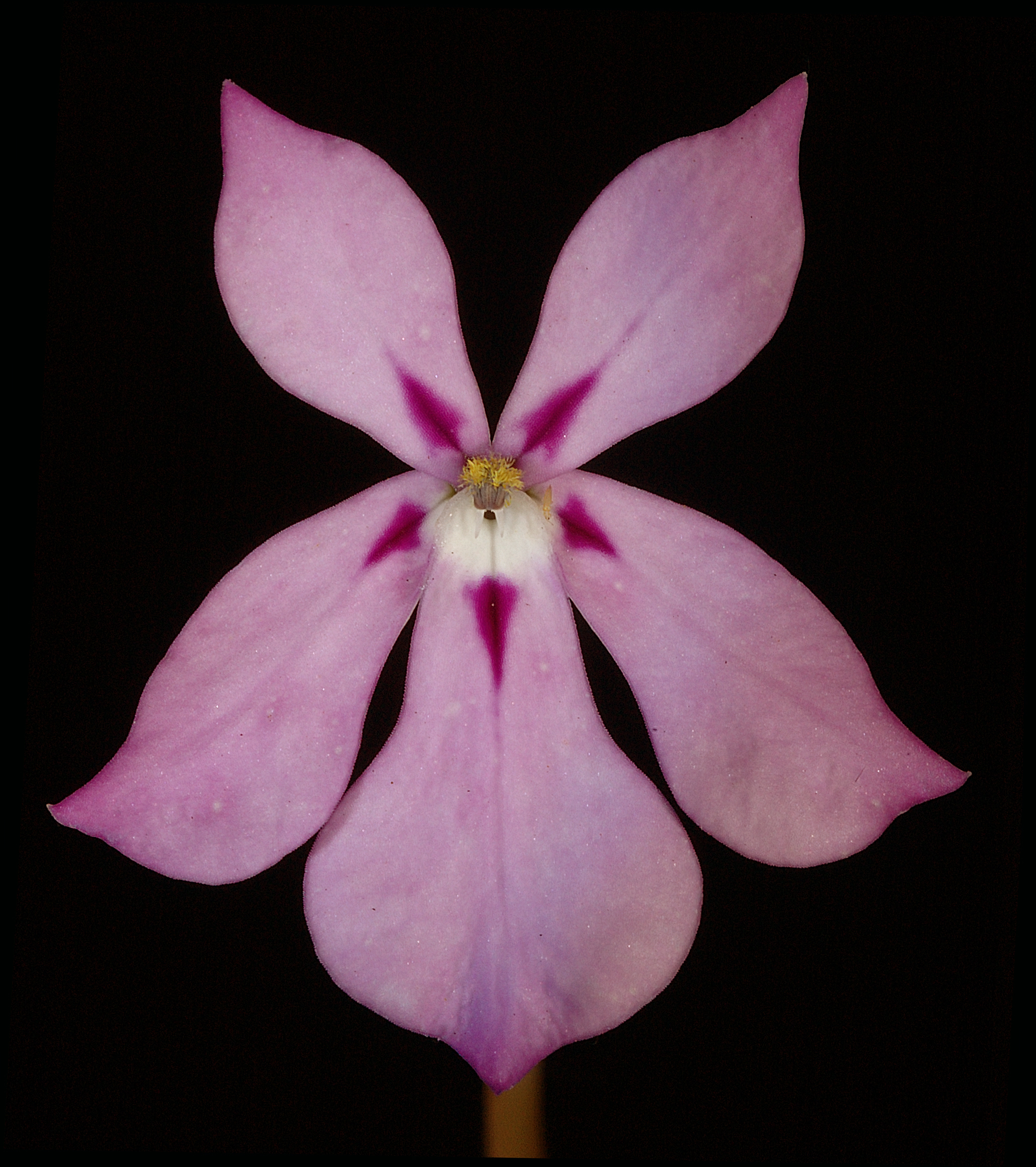